# Allen-Langohrfledermaus
Die Allen-Langohrfledermaus (Idionycteris phyllotis) ist eine Fledermausart aus der Familie der Glattnasen (Vespertilionidae). Sie lebt in den gebirgigen Regionen im Südwesten der USA sowie im westlichen und zentralen Mexiko.
Die Art ist nach dem US-amerikanischen Zoologen Glover Morrill Allen benannt.

## Beschreibung
Charakteristisch für diese Fledermaus sind die langen, leicht nach hinten gebogenen Ohren, die 34 bis 43 Millimeter lang werden, was angesichts einer Kopfrumpflänge von 50 bis 70 Millimeter sehr viel ist. Das Gewicht beträgt rund 8 bis 16 Gramm und die Spannweite 30 bis 34 Zentimeter. Das relativ lange Fell ist vorwiegend schwarz, die Haare enden oft in einer weißgrauen Spitze.

## Lebensweise
Lebensraum dieser Fledermäuse sind gebirgige, meist baumbestandene Regionen. Als Schlafplätze dienen ihnen Höhlen, Felsspalten oder überhängende Felsen. Sie leben außerhalb der Paarungszeit in kleinen Gruppen von 5 bis 30 Tieren und sind wie die meisten Fledermäuse nachtaktiv. Am Abend begeben sie sich auf Nahrungssuche, wobei sie in erster Linie Nachtfalter verzehren.

## Fortpflanzung
Über die Fortpflanzung ist wenig bekannt. Die Weibchen bringt im Juni oder Juli meist ein einzelnes Jungtier zur Welt. Zur Geburt und Jungenaufzucht schließen sich bis zu 100 Weibchen zu Wochenstuben zusammen, während die Männchen in dieser Zeit meist einzelgängerisch leben. 

## Bedrohung
Obwohl Bergbau und Zersiedlung die Fledermäuse in ihrem natürlichen Habitat stören und stellenweise zu einer Verringerung der Bestände geführt haben, zählt sie insgesamt betrachtet nicht zu den bedrohten Arten.